# Bernd Schauenberg
Bernd Schauenberg (* 1944 in Bad Kreuznach) ist ein deutscher Wirtschaftswissenschaftler.

## Leben
Nach dem Studium der Betriebswirtschaftslehre an der Goethe-Universität (1966–1971) war er dort wissenschaftlicher Mitarbeiter bei Helmut Laux. Er promovierte 1976. Nach einem Stipendium der Deutschen Forschungsgemeinschaft (DFG) war er von 1980 bis 1985 Hochschulassistent in Frankfurt am Main und habilitierte sich dort. Er lehrte als Dozent an der European Business School (EBS) in Oestrich-Winkel, Professor für Betriebswirtschaftslehre an der Leibniz Universität Hannover, Professor für Betriebswirtschaftslehre an der Freien Universität Berlin, Professor für Betriebswirtschaftslehre an der Julius-Maximilians-Universität Würzburg und Professor für Betriebswirtschaftslehre an der Albert-Ludwigs-Universität Freiburg. 2009 erhielt er die Ehrendoktorwürde der Universität Paderborn.

## Schriften (Auswahl)
- Zur Logik kollektiver Entscheidungen. Ein Beitrag zur Organisation interessenpluralistischer Entscheidungsprozesse. Wiesbaden 1978, ISBN 3-924151-09-1.
- mit Grit Mühler und Michael Beckmann: The Returns to Continuous Training in Germany: New Evidence from Propensity Score Matching Estimators. Mannheim 2007.